# Museum of Fine Arts (St. Petersburg)
Le Museum of Fine Arts est un musée d’art situé dans la ville de St. Petersburg (Floride, États-Unis). Fondé par Margaret Acheson Stuart, il ouvrit ses portes au public en 1965. Le bâtiment fut dessiné par l’architecte John Volk et a été agrandi en 2006-2008. Parmi les œuvres exposées, on peut citer :
- Abraham Bloemaert, Le Christ et la Samaritaine, 1624 ou 1626
- Élisabeth Vigée-Lebrun, Julie Lebrun en Flore, 1799
- Eugène Isabey, Village de pêcheurs, 1852[2]
- Berthe Morisot, La Lecture, 1888
- Claude Monet, Le Parlement, effet de brouillard, 1904
- Robert Henri,Village Girl--Lily Cow, 1915
- Ansel Adams, Clearing Winter Storm, Yosemite National Park, California (1944)